# Campionati del mondo di ciclismo su strada 2024 - Cronometro femminile Under-23
La terza edizione della cronometro femminile Under-23 dei Campionati del mondo di ciclismo su strada si è svolta il 22 settembre 2024 su un percorso di 29,9 km, con partenza da Gossau ed arrivo a Zurigo, in Svizzera. La gara si è svolta in contemporanea a quella elitè con le atlete U23 classificate in entrambi i campionati. La tedesca Antonia Niedermaier classificata quarta ha vinto il titolo iridato davanti alla svizzera Jasmin Liechti e alla belga Julie De Wilde. 
Accreditate alla classifica U23 21 cicliste, tutte completarono la gara.

## Classifica Under 23
| Pos. | Corridore            | Squadra     | Tempo    |
| ---- | -------------------- | ----------- | -------- |
| 1    | Antonia Niedermaier  | Germania    | 40'21"14 |
| 2    | Jasmin Liechti       | Svizzera    | a 2'11"  |
| 3    | Julie De Wilde       | Belgio      | a 2'16"  |
| 4    | Marie Schreiber      | Lussemburgo | a 2'27"  |
| 5    | Anniina Ahtosalo     | Finlandia   | a 2'36"  |
| 6    | Tabea Huys           | Austria     | a 2'38"  |
| 7    | Stina Kagevi         | Svezia      | a 2'40"  |
| 8    | Nora Jenčušová       | Slovacchia  | a 2'58"  |
| 9    | Alberte Greve        | Danimarca   | a 3'21"  |
| 10   | Laura Lizette Sander | Estonia     | a 3'48"  |